# Pont Kossuth
Le pont Kossuth (en hongrois : Kossuth híd) est un ancien pont de Budapest, ouvert en 1946 et démantelé en 1960. 

## Historique
Le pont Kossuth franchissait le Danube et reliait les places Kossuth, sur la rive orientale (Pest) et Batthyány, sur la rive occidentale (Buda). Conçu par Endre Mistéth, il assura la circulation entre Buda et Pest, en attendant que tous les ponts détruits ou endommagés pendant la Seconde Guerre mondiale soient remis en état. 
La construction des piles du pont Lajos Kossuth a commencé le 16 mai 1945, l’ouvrage a été ouvert à la circulation piétonne le 15 janvier 1946 et à la circulation automobile le 18 janvier. Construit à une vitesse record, en seulement huit mois, il fut le symbole d'un nouveau départ.
Il resta le seul ouvrage à traverser le Danube jusqu'à l'ouverture du pont de la Liberté [Szabadság híd] le 20 août 1946.
Fermé à la circulation en 1957, il a finalement été démoli en 1960.